# Чемпионат мира по настольному теннису среди команд 2010
Чемпионат мира по настольному теннису среди команд 2010 года (полное официальное название «Liebherr 2010 World Team Table Tennis Championships») прошёл 23-30 мая в Москве (Россия) в спорткомплексе «Олимпийский».

## Общий медальный зачёт

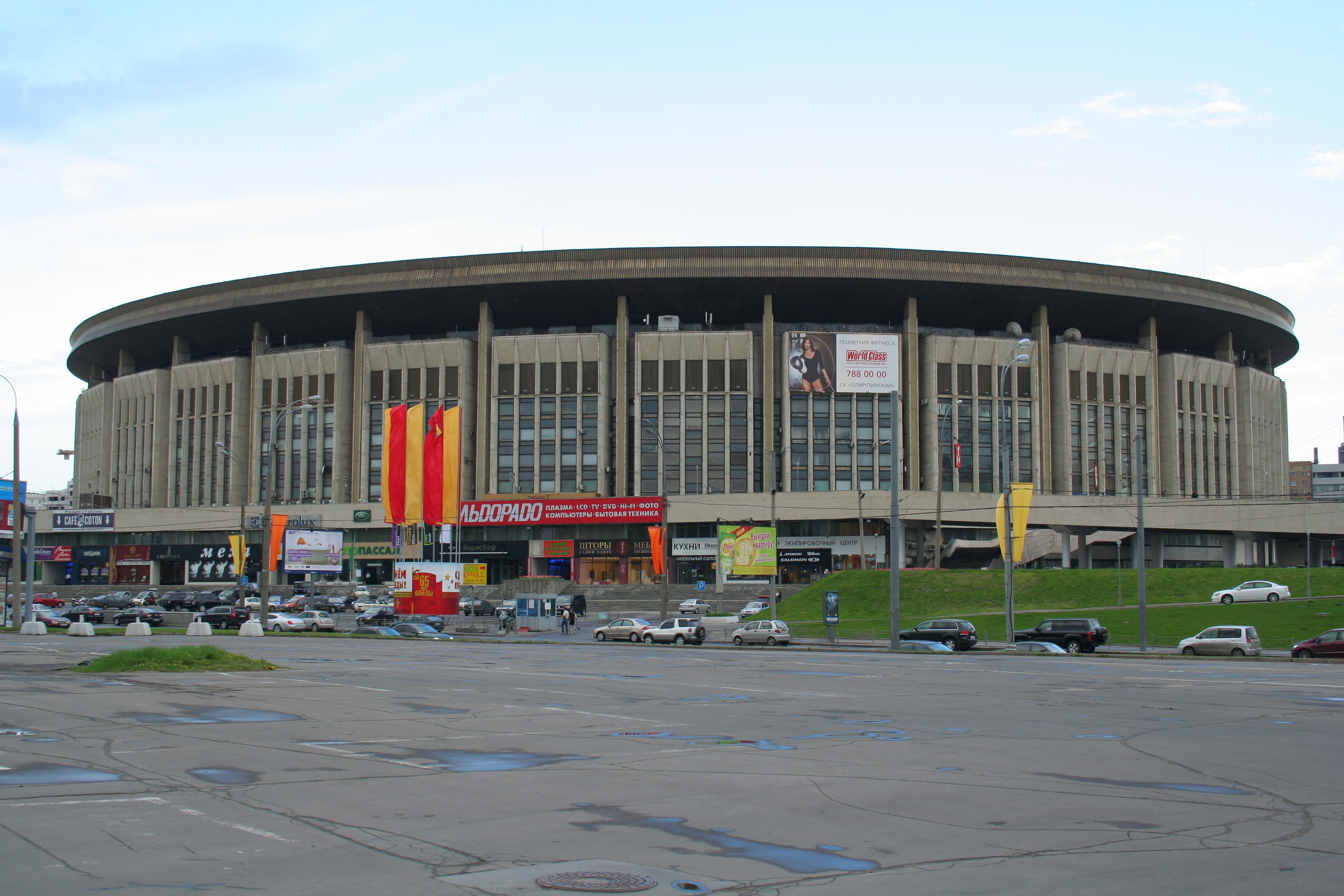
Спорткомплекс «Олимпийский» в 2010 году

| Место | Страна           | Золото | Серебро | Бронза | Всего |
| ----- | ---------------- | ------ | ------- | ------ | ----- |
| 1     | Китай            | 1      | 1       | 0      | 2     |
| 2     | Сингапур         | 1      | 0       | 0      | 1     |
| 3     | Германия         | 0      | 1       | 1      | 2     |
| 4     | Япония           | 0      | 0       | 2      | 2     |
| 5     | Республика Корея | 0      | 0       | 1      | 1     |
| Всего | Всего            | 2      | 2       | 4      | 8     |

## Медалисты

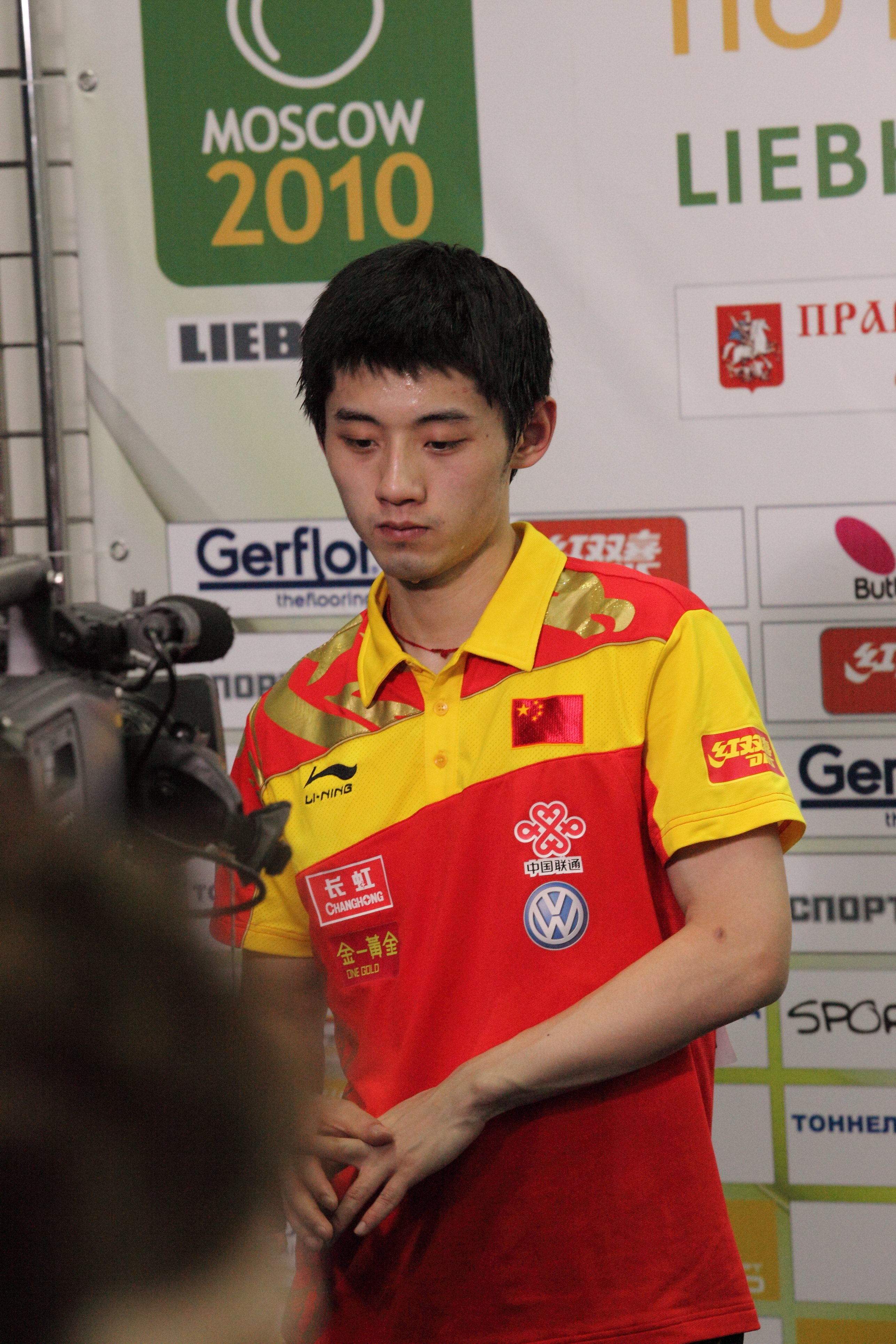
Участник сборной Китая Чжан Цзикэ на чемпионате в Москве

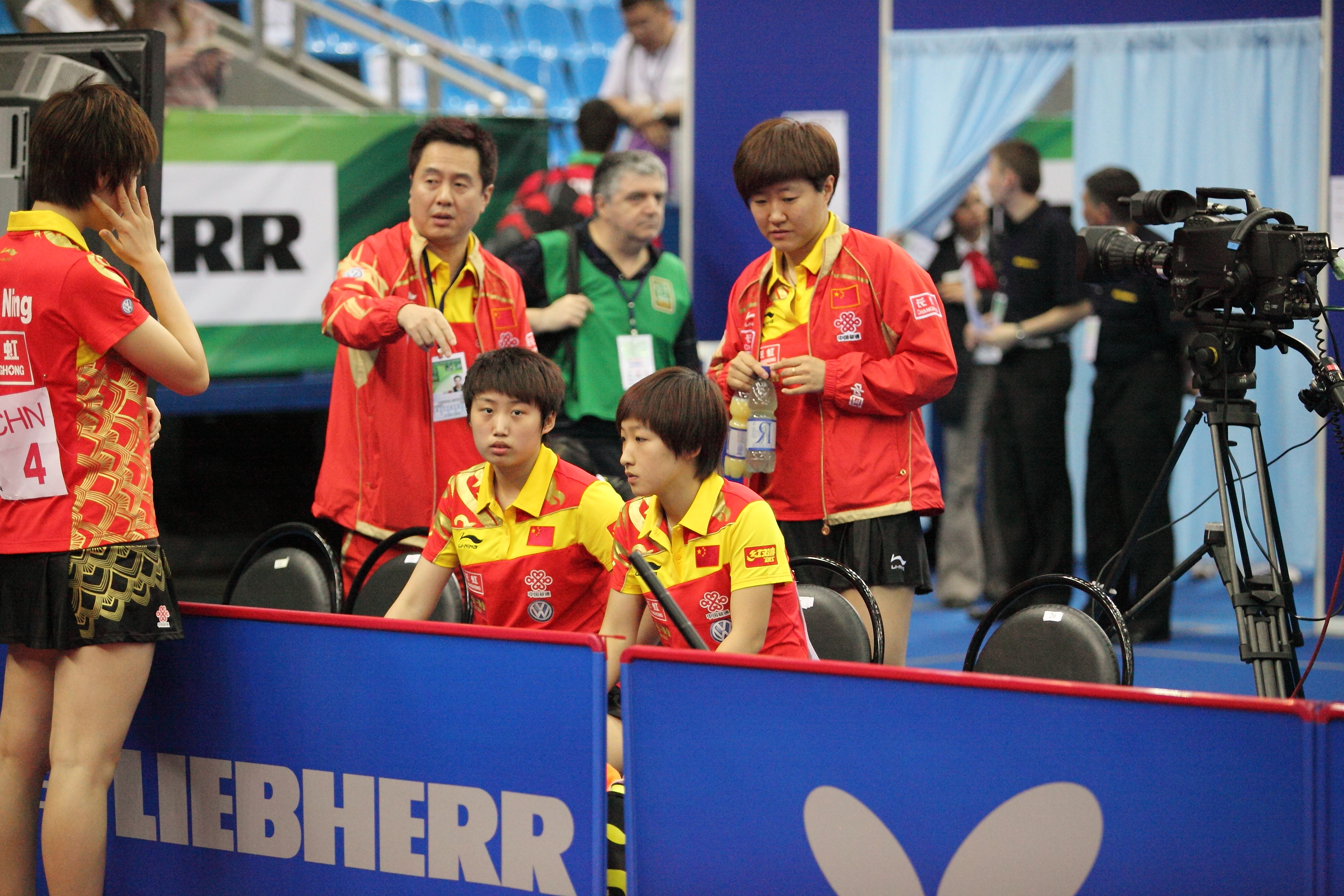
Женская сборная Китая на чемпионате в Москве

| Вид     | Золото                                                                  | Серебро                                                                                | Бронза                                                                                 |
| ------- | ----------------------------------------------------------------------- | -------------------------------------------------------------------------------------- | -------------------------------------------------------------------------------------- |
| Мужчины | Китай · Ма Лун · Ван Хао · Ма Линь · Чжан Цзикэ · Сюй Синь              | Германия · Тимо Болль · Дмитрий Овчаров · Кристиан Зюсс · Бастиан Штегер · Патрик Баум | Япония · Дзюн Мидзутани · Кайи Ёсида · Кэйя Касикава · Кэнта Мацудайра · Кадзухиро Тян |
| Мужчины | Китай · Ма Лун · Ван Хао · Ма Линь · Чжан Цзикэ · Сюй Синь              | Германия · Тимо Болль · Дмитрий Овчаров · Кристиан Зюсс · Бастиан Штегер · Патрик Баум | Республика Корея · Чу Се Хёк · О Сан Ын · Ю Сын Мин · Чо Ён Рэ · Чон Ён Сик            |
| Женщины | Сингапур · Фэн Тяньвэй · Юй Мэнъюй · Ван Юэгу · Сунь Бэйбэй · Ли Цзявэй | Китай · Лю Шивэнь · Го Янь · Го Юэ · Дин Нин · Ли Сяося                                | Япония · Ай Фукухара · Саяка Хирано · Касуми Исикава · Хироко Фудзии · Ай Фудзинума    |
| Женщины | Сингапур · Фэн Тяньвэй · Юй Мэнъюй · Ван Юэгу · Сунь Бэйбэй · Ли Цзявэй | Китай · Лю Шивэнь · Го Янь · Го Юэ · Дин Нин · Ли Сяося                                | Германия · У Цзядо · Кристин Сильберайзен · Эльке Шалль · Забине Винтер                |

## Выступление российских спортсменов
Мужская сборная команда России заняла 6 место в чемпионском дивизионе.
Женская сборная команда России заняла 14 место в чемпионском дивизионе.